# Иванов, Александр Анатольевич (предприниматель)
Алекса́ндр Анато́льевич Ивано́в (15 мая 1940, Москва — 25 октября 2024) — доктор технических наук, профессор. Заместитель министра связи СССР (1989—1992), возглавлял Государственный комитет РФ по телекоммуникациям (1999). Генерал-полковник. Президент компании МФИ Софт.

## Биография
Александр Иванов окончил Московский электротехнический институт связи в 1962 году, после чего служил в войсках связи на инженерных и командных должностях, в том числе был заместителем начальника связи ВС СССР по науке, технике и вооружению. В период службы окончил Военную академию связи в 1976 году, затем в 1985 году Военную академию Генерального штаба ВС СССР.
С 1989 по 1992 год был заместителем министра связи СССР и отвечал за направление «Спутниковая и радиосвязь, телевидение и радиовещание».
После ликвидации союзного министерства вернулся в ВС на должность первого заместителя начальника связи в звании генерал-полковник.
В начале 1995 года заместитель начальника войск связи генерал-полковник А. А. Иванов подписал письмо в ГКРЧ и Минсвязи России с согласием отдать для гражданской сотовой связи полосу в 20 МГц в диапазоне 1800 МГц. Вскоре была выдана первая в России лицензия на Москву и область на новый, только что вводимый на Западе стандарт DCS-1800, который через два года стал называться GSM-1800.
После увольнения из армии в 1999 году Александр Иванов возглавлял Государственный комитет Российской Федерации по телекоммуникациям.
С 2000 по 2004 год являлся президентом и председателем Совета директоров московского оператора связи «Комет». В начале 2006 года был избран председателем совета директоров телекоммуникационного оператора «Старт Телеком». С начала 2007 года Александр Иванов являлся президентом компании «МФИ Софт» — производителя инфокоммуникационных решений на основе технологий IP / NGN для операторов связи.
С 2016 по 2022 год являлся президентом группы компаний «Цитадель».
Умер 25 октября 2024 года на 85-м году жизни.

## Труды
Является автором учебника и более 30 научных работ.

## Награды и звания
- Заслуженный работник связи РФ[9];
- награждён двумя орденами;
- медалями;
- Почётный президент Международной академии связи[7];
- Президент Ассоциации электросвязи РФ;
- Действительный член Международной академии информации.